# Chiari
Pour les articles homonymes, voir Chiari (homonymie).
Chiari (Ciàre en dialecte local (it)) est une commune italienne de la province de Brescia, dans la région Lombardie.

## Histoire
Une première agglomération est fondée en 1125 sous le nom de Clarium, sous la forme d'un château (détruit au XIXe siècle). En 1237, le château est assiégé par Frédéric II, en 1259, il est conquis par Ezzelino da Romano et en 1272, il est détruit par les guelfes, puis reconstruit par les gibelins.
En 1630, comme de nombreuses régions de Lombardie, Chiari est frappée par une épidémie de peste qui fait de nombreux morts.
En 1701, durant la guerre de Succession d'Espagne, s'est déroulée la bataille de Chiari.
Après le Congrès de Vienne, en 1815, Chiari passe à la province de Brescia du royaume de Lombardie-Vénétie, contrôlée par les Habsbourg.

## Administration
| Période                                  | Période | Identité                                   | Étiquette | Qualité |
| ---------------------------------------- | ------- | ------------------------------------------ | --------- | ------- |
| depuis le 26 avril 2023                  |         | Maurizio Libretti (vice-maire par intérim) | PD        |         |
| Les données manquantes sont à compléter. |         |                                            |           |         |

### Hameaux
Santellone, Monticelli, San Giovanni, San Bernardo 

### Communes limitrophes
Castelcovati, Castrezzato, Coccaglio, Cologne, Comezzano-Cizzago, Palazzolo sull'Oglio, Pontoglio, Roccafranca, Rudiano, Urago d'Oglio

## Personnalités nées à Chiari
- Lento Goffi (1923-2008), poète, critique littéraire et journaliste

## Illustrations

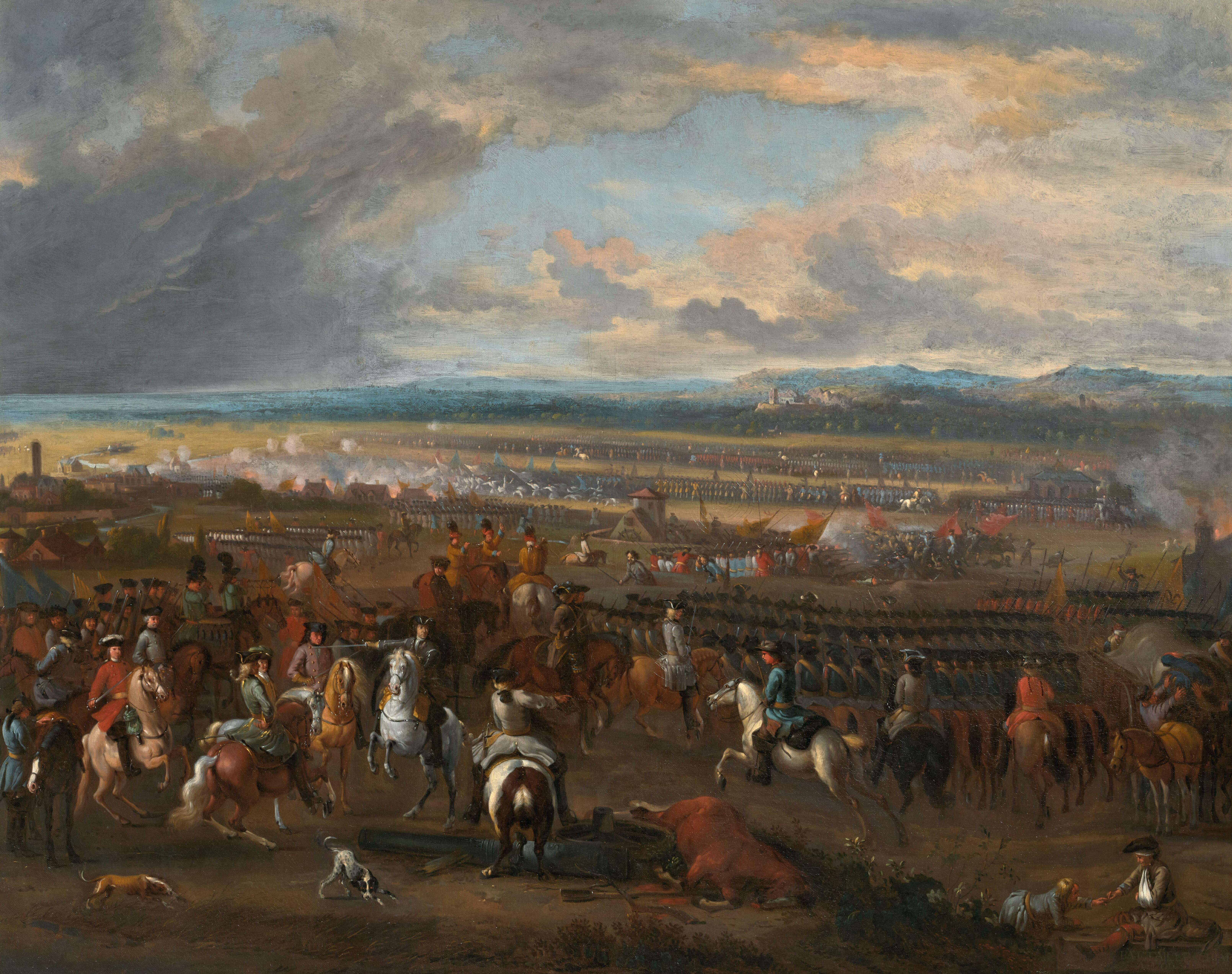
La bataille de Chiari.
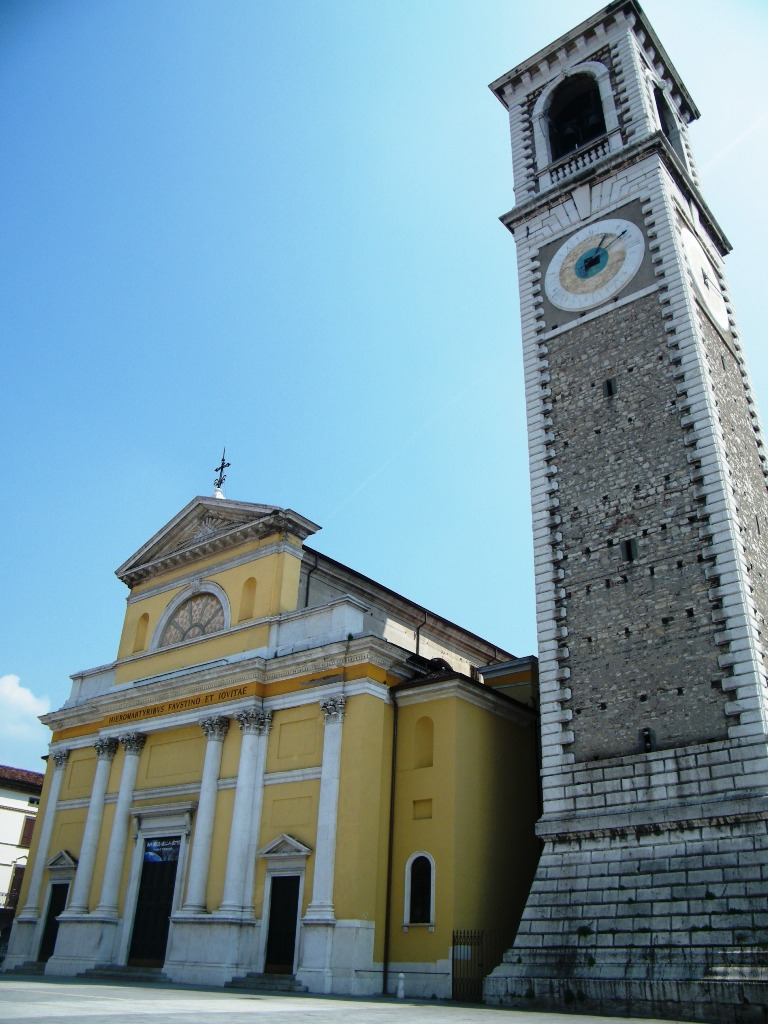
Le dôme (en) et le beffroi.
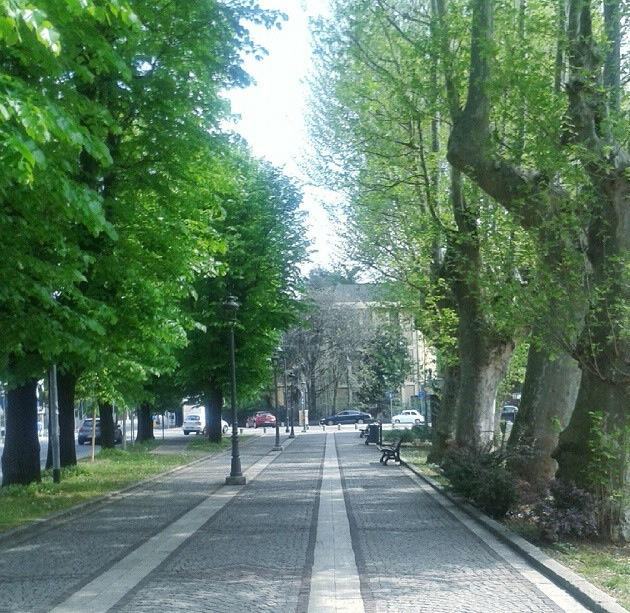
Viale Mazzini.